# Sougy-sur-Loire
Ne doit pas être confondu avec Sougy.
Sougy-sur-Loire est une commune française située dans le département de la Nièvre, en région Bourgogne-Franche-Comté.

## Géographie

### Communes limitrophes
Les communes limitrophes sont Trois-Vèvres, Avril-sur-Loire, Decize, Druy-Parigny, La Machine et Saint-Léger-des-Vignes.

### Climat
Pour des articles plus généraux, voir Climat de la Bourgogne-Franche-Comté et Climat de la Nièvre.
En 2010, le climat de la commune est de type climat océanique dégradé des plaines du Centre et du Nord, selon une étude du Centre national de la recherche scientifique s'appuyant sur une série de données couvrant la période 1971-2000. En 2020, Météo-France publie une typologie des climats de la France métropolitaine dans laquelle la commune est exposée à un climat océanique altéré et est dans la région climatique  Centre et contreforts nord du Massif Central, caractérisée par un air sec en été et un bon ensoleillement. 
Pour la période 1971-2000, la température annuelle moyenne est de 11 °C, avec une amplitude thermique annuelle de 16,1 °C. Le cumul annuel moyen de précipitations est de 859 mm, avec 11,7 jours de précipitations en janvier et 7,8 jours en juillet. Pour la période 1991-2020, la température moyenne annuelle observée sur la station météorologique de Météo-France la plus proche, « Ourouer », sur la commune de Vaux d'Amognes à 23 km à vol d'oiseau, est de 11,3 °C et le cumul annuel moyen de précipitations est de 889,3 mm. 
La température maximale relevée sur cette station est de 41,5 °C, atteinte le 7 août 2003 ; la température minimale est de −13,5 °C, atteinte le 1er mars 2005,,. 
Les paramètres climatiques de la commune ont été estimés pour le milieu du siècle (2041-2070) selon différents scénarios d'émission de gaz à effet de serre à partir des nouvelles projections climatiques de référence DRIAS-2020. Ils sont consultables sur un site dédié publié par Météo-France en novembre 2022.

## Urbanisme

### Typologie
Au 1er janvier 2024, Sougy-sur-Loire est catégorisée commune rurale à habitat dispersé, selon la nouvelle grille communale de densité à sept niveaux définie par l'Insee en 2022.
Elle est située hors unité urbaine. Par ailleurs la commune fait partie de l'aire d'attraction de Nevers, dont elle est une commune de la couronne,. Cette aire, qui regroupe 93 communes, est catégorisée dans les aires de 50 000 à moins de 200 000 habitants,.

### Occupation des sols
L'occupation des sols de la commune, telle qu'elle ressort de la base de données européenne d’occupation biophysique des sols Corine Land Cover (CLC), est marquée par l'importance des forêts et milieux semi-naturels (48,8 % en 2018), en diminution par rapport à 1990 (49,7 %). La répartition détaillée en 2018 est la suivante : forêts (42,6 %), prairies (32,2 %), zones agricoles hétérogènes (7,9 %), terres arables (6,2 %), milieux à végétation arbustive et/ou herbacée (6,2 %), eaux continentales (2,2 %), zones industrielles ou commerciales et réseaux de communication (1,6 %), zones urbanisées (1,1 %). L'évolution de l’occupation des sols de la commune et de ses infrastructures peut être observée sur les différentes représentations cartographiques du territoire : la carte de Cassini (XVIIIe siècle), la carte d'état-major (1820-1866) et les cartes ou photos aériennes de l'IGN pour la période actuelle (1950 à aujourd'hui).

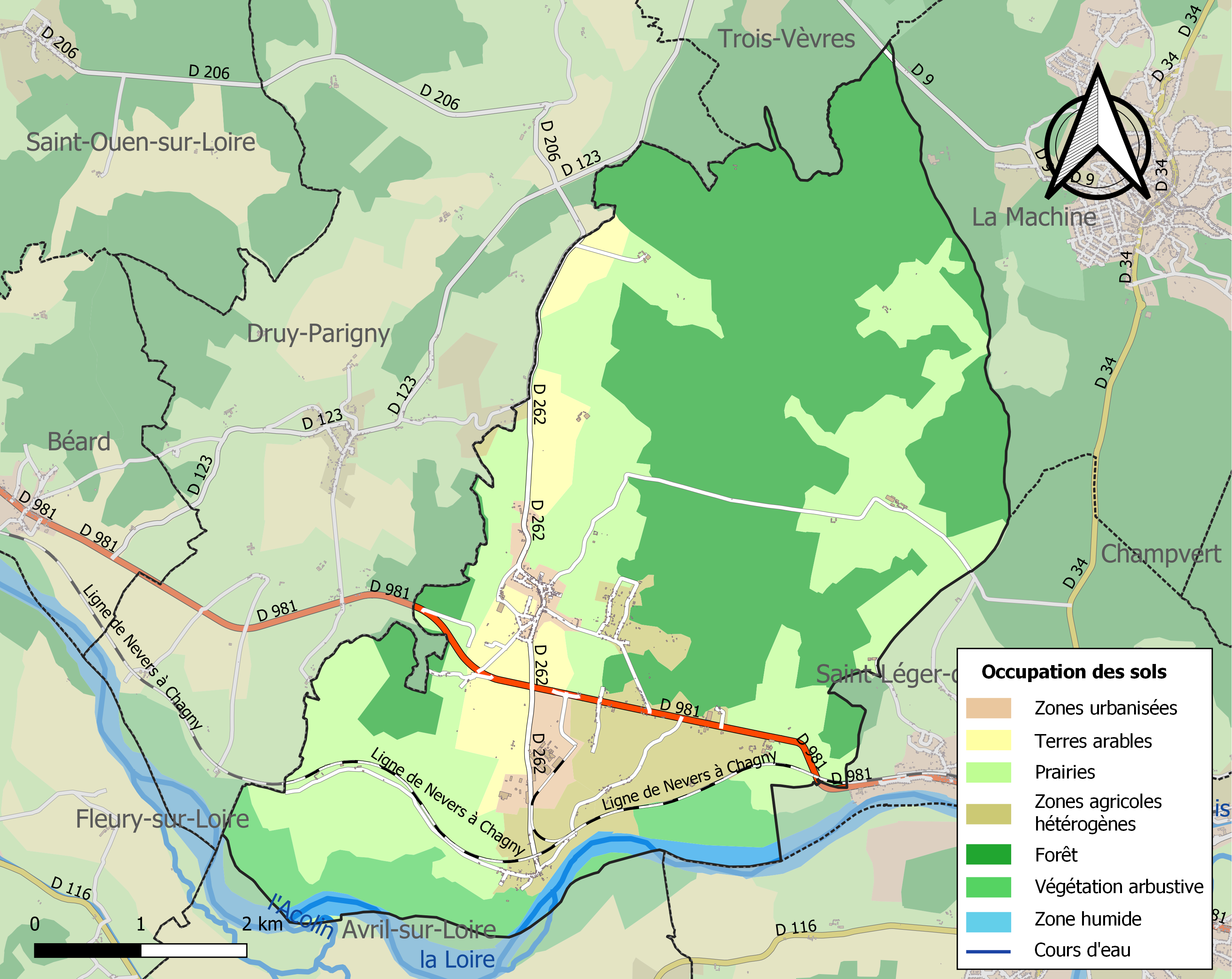
Carte des infrastructures et de l'occupation des sols de la commune en 2018 (CLC).

## Politique et administration
Maires nommés
- 1803 - 1825 - Louis-Alexandre de Noury
- 1825 - 1867 - Charles-Alexandre de Noury (fils du précédent)
- 1867 - ? - Amédée-Charles de Noury (fils du précédent)[13]

Maires élus
| Période                                  | Période   | Identité           | Étiquette | Qualité  |
| ---------------------------------------- | --------- | ------------------ | --------- | -------- |
| mars 1977                                | mars 1989 | Désiré Aurousseau  |           |          |
| mars 1989                                | En cours  | François Gautheron | Droite    | Retraité |
| Les données manquantes sont à compléter. |           |                    |           |          |

## Démographie
L'évolution du nombre d'habitants est connue à travers les recensements de la population effectués dans la commune depuis 1793. Pour les communes de moins de 10 000 habitants, une enquête de recensement portant sur toute la population est réalisée tous les cinq ans, les populations de référence des années intermédiaires étant quant à elles estimées par interpolation ou extrapolation. Pour la commune, le premier recensement exhaustif entrant dans le cadre du nouveau dispositif a été réalisé en 2008.

En 2022, la commune comptait 590 habitants, en évolution de −8,39 % par rapport à 2016 (Nièvre : −3,28 %, France hors Mayotte : +2,11 %).
| 1793 | 1800 | 1806 | 1821 | 1831 | 1836 | 1841 | 1846 | 1851 |
| ---- | ---- | ---- | ---- | ---- | ---- | ---- | ---- | ---- |
| 520  | 561  | 498  | 474  | 546  | 552  | 570  | 584  | 603  |

| 1856 | 1861 | 1866 | 1872 | 1876 | 1881 | 1886 | 1891 | 1896 |
| ---- | ---- | ---- | ---- | ---- | ---- | ---- | ---- | ---- |
| 621  | 618  | 705  | 690  | 738  | 774  | 846  | 787  | 782  |

| 1901 | 1906 | 1911 | 1921 | 1926 | 1931 | 1936 | 1946 | 1954 |
| ---- | ---- | ---- | ---- | ---- | ---- | ---- | ---- | ---- |
| 780  | 760  | 714  | 643  | 580  | 528  | 500  | 543  | 516  |

| 1962 | 1968 | 1975 | 1982 | 1990 | 1999 | 2006 | 2008 | 2013 |
| ---- | ---- | ---- | ---- | ---- | ---- | ---- | ---- | ---- |
| 526  | 498  | 467  | 443  | 491  | 531  | 585  | 601  | 658  |

| 2018 | 2022 | - | - | - | - | - | - | - |
| ---- | ---- | - | - | - | - | - | - | - |
| 606  | 590  | - | - | - | - | - | - | - |

## Économie
Sougy-sur-Loire abrite la plus grande scierie du département BSS Bois et Sciages de Sougy.[réf. nécessaire].

## Culture locale et patrimoine

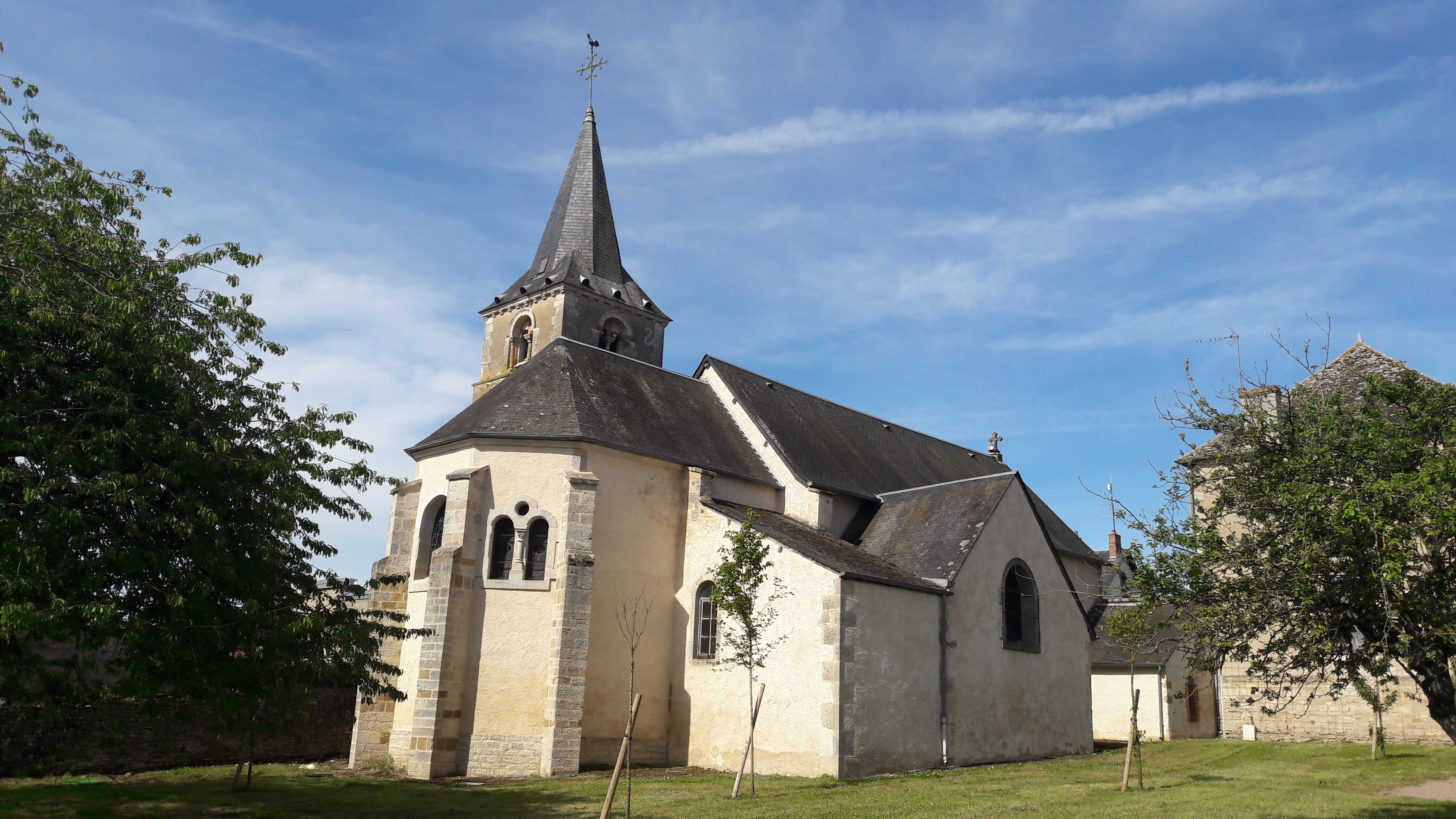
Église Saint-Bénigne.

### Lieux et monuments
La commune de Sougy-sur-Loire compte quatre châteaux importants, qui lui confèrent un héritage patrimonial du plus grand intérêt.
- Le château de Bateau, bâti pour un commerçant lyonnais, Léon Giraud de Tours, entre 1860 et 1884 par le célèbre architecte lyonnais Turbet, dans un style néo-gothique très en vogue à cette époque. Le château comporte deux corps de logis flanqués, à l'ouest, de deux tours rondes, l'une couronnée de faux mâchicoulis et de créneaux, l'autre coiffée d'un toit conique. Le bâtiment s'élève sur trois niveaux et un niveau de combles. Il est couvert d'un toit en pavillons.
- Le château de Fontas, bâti à partir de 1870 à la demande de la famille de Noury. Les travaux furent malheureusement perturbés par la guerre franco-prussienne de 1870, pendant laquelle les troupes bavaroises stationnèrent à Sougy. La famille de Noury ne prit possession des lieux, les travaux achevés, qu'après la fin du conflit.
- Le château de Rozières (aussi Rosières), datant du XIXe siècle dans l'imitation des demeures seigneuriales du XVIIe.
- Le château de Champrobert, bâti pour la famille de Champrobert, qui l'habita du XIVe au XVIIe siècle. Son architecture a donc connu, au cours du temps, de nombreuses modifications. Lors de la Révolution, Pierre de Champrobert émigre puis, sous la Restauration, le domaine est restitué à son neveu, Alexandre de Noury, au titre d'indemnité des émigrés. Au XIXe siècle, un bâtiment de plan rectangulaire à deux ailes en retour d'équerre est construit. L'élévation sobre est rythmée par des ouvertures régulières.
- L'église Saint-Bénigne, édifice roman, en forme de croix latine du XIIe siècle, elle fut construite à l'emplacement d'une ancienne église carolingienne primitive. Son abside est en cul-de-four, le clocher est une tour carrée placée à droite de l'abside. Elle a été réparée et remaniée en 1841 par les soins de monsieur de Noury, maire de la commune. Le chœur a été reconstruit et agrandi en 1866. Le clocher a été restauré en 1873. Le toit a été refait en ardoises en 1968. Un bénitier en pierre placé à l'entrée de la nef de l'église provient de l'ancienne église de Varennes-les-Glénons, disparue, qui était située à 3 km.
- Le chêne du Toulon.